# Jars of Clay
Jars of Clay es una banda de Rock Cristiano fundado en 1993 en Franklin, Tennessee en los Estados Unidos. 

## Jars Of Clay
Jars of Clay ha ganado varios premios Grammy. Esta banda de rock cristiano es de Nashville, Tennessee. Se conocieron en el Greenville College en Greenville, Illinois. 
Jars of Clay está compuesta por Dan Haseltine como vocalista, Charlie Lowell en el piano y teclados, Stephen Mason en la guitarra principal y Matthew Odmarark en la guitarra rítmica. Aunque la banda no tiene baterista o bajista permanentes, Jeremy Lutito y Gabe Ruschival de Disappointed by Candy ocupan estos roles en los conciertos en vivo. Miembros de la banda en giras anteriores incluyen Aaron Sands, Scott Savage, y Joe Porter. Jake Goss recientemente se ha añadido a la banda a tocar la batería para su gira de verano. El estilo de Jars of Clay es una mezcla de rock alternativo, folk, rock acústico, y R&B. 
El nombre de la banda se deriva de la traducción de la Nueva Versión Internacional de 2 Corintios 4:7: 
"Pero tenemos este tesoro en vasijas de barro, para que la excelencia del poder sea de Dios y no de nosotros." 
Este versículo es parafraseado en su canción "Four Seven", que aparece en Fragile y como una pista oculta en el lanzamiento del CD de su álbum homónimo.

## Historia de la banda

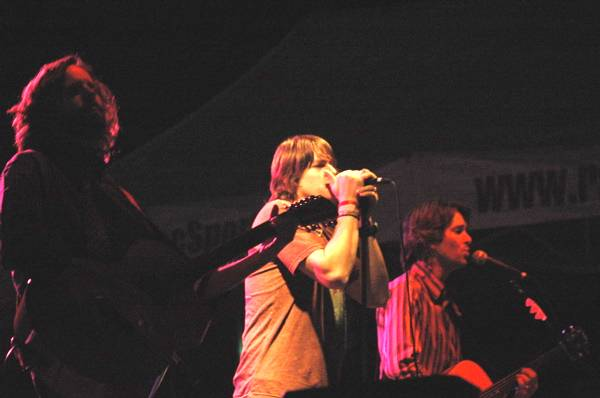
Jars of clay. El grupo Jars of Clay en concierto.

La banda está formada por Dan Haseltine, Steve Mason, Charlie Lowell y Justin Gabriel. Jars Of Clay se fundó en Greenville College, en Greenville, Illinois, en la década de 1990. Charlie Lowell Dan Haseltine reunieron por primera vez después de darse cuenta de que llevaban una camisa de la Toad The Wet Sprocket. Siguieron una carrera en la música juntos, no era necesariamente su objetivo original, algunas de las primeras canciones que escribieron juntos fueron por las clases de música y grabación que estaban tomando en ese momento. Su segundo guitarrista Matt Bronleewe se unió poco después, y el baterista José Quevedo, de vez en cuando se unió a ellos para algunas de sus primeras actuaciones públicas. Si bien en la universidad tocando juntos a nivel local cafés cristianos, Jars ganado una reputación por su arreglo muy original de "Rodolfo el Rojo", que había sido hábilmente adaptada a la música de "Nirvana Smells Like Teen Spirit". 
En 1994, la banda envió un demo a un concurso dirigido por la Asociación de Música Gospel y fueron seleccionados como finalistas. Ellos viajaron a Nashville para llevar a cabo y ganaron el concurso. Ya en Greenville, se auto-publicó un limitado plazo de la mismo demo, al que llamaron Frail, después de su canción del mismo nombre. El buen trabajo de su desempeño en Nashville y la popularidad del demo fue el resultado en las ofertas de sellos discográficos, así que la banda decidió abandonar la escuela y trasladarse a Nashville. En este momento, Bronlewee dejó la banda para terminar la escuela y establecerse con su novia. Él fue reemplazado por Matt Odmark, amigo de la infancia y compañeros de Lowell McQuaid en el Jesuit High School alumbre. 
Jars of Clay luego que Había firmado con Essential Records y grabó su primer álbum de estudio, titulado Jars of Clay. se suma a la producción de dos nuevas canciones - "Liquid" y "Flood". de la banda de su primer álbum debut lanzado en 1995. Cuando el sencillo "Flood" comenzó a escalar las listas de emisoras de radio seculares , Silvertone Records, comenzó a promover ampliamente a la canción, convirtiéndola en uno de los mayores éxitos al incorporar cada vez por una banda en una etiqueta cristiana. El álbum ha alcanzado disco multi-platino según la RIAA. 
La banda estuvo de gira en apoyo de otros actos cristianos, como PFR, y los actos principales de lado como Matchbox Twenty, Duncan Sheik, y Sting. Esto dio lugar a una reacción violenta de pequeños grupos fundamentalistas religiosos cristianos. La banda editó un EP titulado Navidad Drummer Boy a finales de 1995. El EP fue re-lanzado en 1997 con una lista de canciones ligeramente diferente en Silvertone.

## Much Afraid
El año 1997 también se dio el lanzamiento del segundo álbum de la banda, Much Afraid, que fue producido por Stephen Lipson. El álbum se vendió muy bien y llegó a ganar un premio Grammy por "Mejor álbum Cristiano de Rock". El álbum ha obtenido la certificación de platino por el RIAA. [4] Se lanzaron dos videos musicales para este álbum, Crazy Times y cinco velas (You Were There). 

## If I Left The Zoo
En 1999, Jars of Clay lanzó su tercer álbum, If I Left The Zoo, que fue producida por Dennis Herring. [8] El disco de la banda ganó su segundo premio Grammy. [7] Fue durante este tiempo que gira el baterista Scott Savage dejó el grupo de gira de la banda para tocar con Jaci Velasquez y fue reemplazado por Joe Porter. El plomo solo radio, "Unforgetful You", fue también destacado en la banda sonora de la película Drive Me Crazy. [9] "Collide" apareció en la película "Hometown Legend". Tras el lanzamiento de If I Left The Zoo también lanzaron Front Yard Luge y después de un año La sesión Elefante Blanco. Si dejaba el Zoo hasta ahora el más sencillo lanzado por Jars of Clay. 
En 2001, los cuatro miembros de la banda recibieron los grados honorarios en Greenville College. Sin embargo, sólo tres de ellos, Haseltine, Lowell, y Mason habían estudiado en la universidad antes de la deserción en 1994 para trasladarse a Nashville, mientras que todavía Odmark recibió un doctorado honoris causa, a pesar de haber asistido a la universidad en Nueva York .

## The Eleventh Hour
En 2002, la banda se produjeron el lanzamiento de su cuarto álbum titulado "La hora undécima, que le valió a la banda un Grammy para el tercer álbum . El álbum se basó en músicos de estudio y los músicos de gira de la banda para llenar el vacío que dejaron el baterista y el bajista de la banda. 

## Furthermore & Who We Are Instead
El año 2003 se vio a la banda teniendo una mirada retrospectiva a su carrera profesional. ya estando en estudio la banda lanza un disco acústico y un disco en vivo. El disco acústico Remasterizado con las canciones favoritas de los fanes, The Eleventh Hour B-Sides, y una versión de Adam's Again "Dig". Esta última fue la que realmente se de un álbum tributo a Gene Eugene, que había fallecido recientemente. El disco en vivo presenta una grabación reciente concierto que incluirá canciones de toda la carrera de la banda. El video de este mismo concierto más tarde estaría disponible en DVD

## Canciones de Redención
A principios de 2005, la banda lanzó Redemption Songs, una colección de himnos y canciones tradicionales. La banda escribió algunas nuevas melodías para viejos himnos y reordenado la música para varios otros. "Dios va a levantar la cabeza", reelaborado como un roquero acústico, fue un éxito para la banda en la radio cristiana. También abarcaron cinco himnos de la serie de gracia indeleble CD serie (a la que se originó en la labor de la Universidad Reformada de becas) [14]. También se sabe que el vocalista de jars of clay (Dan ) tiene canciones con la ex volcalista dela banda sixpence none the richer (leigh nash en el disco que es tributo a gen eugeni ( city on a hill

## Good Monsters
A finales de 2005, la banda anunció que el proceso de escritura de un nuevo álbum de estudio estaba casi terminada, y que volvería al estudio para grabar el álbum en la primavera. Este nuevo proyecto, titulado Good Monsters, fue lanzado el 5 de septiembre de 2006. Backstage en los Premios GMA 2006, Jars of Clay etiqueta del disco su primer disco de rock. [15] En la edición de septiembre de 2006 de CCM Magazine, la banda se atribuye también artista Ashley Cleveland con sonido inspirador de la improvisación del álbum. [16] [17] La revista lo llamó "el álbum más profundo de la comunidad de música cristiana ha publicado en años". 
Jars of Clay canción "Flood", de su álbum debut, fue utilizada como tema de A & E documental de 2006 Dios o la chica, que seguía la vida de cuatro jóvenes de decidir si convertirse en sacerdotes católicos. 
El 4 de septiembre de 2007, dos álbumes de la banda fueron liberados al mismo tiempo. La primera fue una liberación general de los Monstruos en vivo, que es un EP de grabaciones de conciertos en directo de canciones que fueron grabados originalmente por monstruos buenos. El Parlamento Europeo había sido publicado anteriormente a través de la iTunes Store y a través de las jarras de arcilla de la tienda oficial en línea. El segundo álbum publicado en esta fecha era un álbum de grandes éxitos, titulado The Essential Jars of Clay, que fue lanzado a través de Essential / Legacy. 
El 1 de abril de 2008, Essential Records lanzó tercero más grandes éxitos de la banda álbum (el segundo en el último año), titulado Greatest Hits. Se incluyó la nueva canción "El amor es la protesta". 
En el verano de 2007, la canción 'monstruos buenos' apareció en el piloto de la serie de televisión 'Eli Stone' Además, el trabajo de la canción 'fue utilizado en el material promocional para los espectáculos de la red Fox Television' Bones 'y' House '.

## Gray Matters
En marzo de 2007, la banda anunció en un concierto en Des Moines, Iowa, que ya no estaban en Essential Records y ahora sería la liberación de la música independiente. Más tarde, los comunicados de prensa anunció el nombre de su etiqueta, tal como Gray Matters, que sería una asociación con Nettwerk Music Group. [18] Junto con el anuncio de su nuevo sello, la banda mencionó que están planeando grabar la banda sonora de Hijos de Lwala, un documental acerca de Milton y Fred Ochieng '- hermanos de la aldea africana de capacitación a los médicos en los Estados Unidos, trabajando para construir una clínica en su ciudad natal. [19] 
El primer lanzamiento de la banda a través de Gray Matters es un álbum de Navidad que se publicó el 16 de octubre de 2007, titulado Christmas Songs. 
Más recientemente, la canción de la banda "Love Came Down en Navidad" se muestra en la canción de Víctor Samuel "Stars and Angels". 
El 29 de julio de 2008, "Gray Matters Records lanzó su último disco Closer EP exclusivamente a través de tiendas de música digital en línea. Posteriormente fue lanzado en CD el 19 de agosto de 2008. Closer EP incluye versions de "Flood" y "Love Song For A Saviour" ('08) "de su álbum debut. También incluye" El prisionero de la esperanza ", que no se encuentra en cualquier Jars otros álbumes. 
El 8 de diciembre de 2008, la canción "Closer" apareció en el episodio 12 de la serie de televisión con privilegios.

## The Long Fall Back to Earth
Este es el reciente álbum de estudio de Clay fue lanzado el 21 de abril de 2009. El nuevo disco contiene 14 canciones, incluyendo más estrecha y seguro a la tierra de la más estrecha del Parlamento Europeo, y está influenciado por la música de los años 80, específicamente Tears For Fears y The Cure. Se titula The Fall largo viaje de regreso a la Tierra. 
La canción "Hero" fue incluida en la banda sonora para los Reyes de la NBC . 
"La caída de regreso a la Tierra", debutó en el # 29 en las listas de Billboard de los 200 principales, que fue el mayor debut de Jars of Clay, desde "The Eleventh Hour", que debutó en el # 28 en 2002 . 
El primer single del álbum es dos manos, que alcanzó el número 6 en la lista Hot Christian Songs. 

## Miembros de la banda

### Miembros actuales
- Dan Haseltine - Voz, percusión, melódica.
- Charlie Lowell - piano, órgano, acordeón, claves, coros.
- Stephen Mason - guitarra, voz, bajo, vuelta y pedal steel, mandolina nacional, coros.
- Mateo Odmark - guitarra acústica, banjo, coros.

### Antiguos miembros
- Matt Bronleewe - guitarra (1993-94)

### Miembros de la gira actual
- Gabe Ruschival - bajo (2006-presente)
- Goss Jake - Batería (2009-Presente)

### Miembros de giras anteriores
- Sands Aaron - Bajo (1995-2005)
- Jeremy Lutito - batería (2005-2009)
- Joe Porter - batería (1999-2005)
- Scott Savage - Batería (1995-99)

## Discografía
| Fecha de lanzamiento | Título                                       |
| -------------------- | -------------------------------------------- |
| 1995                 | Jars of Clay                                 |
| 1997                 | Much Afraid                                  |
| 1999                 | If I Left the Zoo                            |
| 2001                 | The Eleventh Hour                            |
| 2003                 | Furthermore: From the Studio, From the Stage |
| 2003                 | Who We Are Instead                           |
| 2005                 | Redemption Songs                             |
| 2006                 | Good Monsters                                |
| 2007                 | Christmas Songs                              |
| 2009                 | The Long Fall Back to Earth                  |
| 2010                 | The Shelter                                  |
| 2013                 | Inland                                       |

## Premios
Jars of Clay ha tenido éxito en ser nominada y ganó varios premios, incluyendo prestigiosos premios Grammy y varios de los premios a la música cristiana, conocida como los Premios GMA Dove. Algunos de estos éxitos han sido los esfuerzos de colaboración, incluyendo dos en la ciudad cómics un Hill y la colaboración inspirado por la película de 2005 Las Crónicas de Narnia: el león, la bruja y el armario. El grupo ha ganado cinco Broadcast Music Incorporated (BMI) premios. 
En junio de 2009, Jars of Clay fue nombrado como uno de PeaceByPeace.com 's héroes de la paz .

## Blood: Water Mission
El cantante Dan Haseltine visitó África en 2002, que a su vez, inspiró la fundación de la sangre: El agua de la Misión, una organización sin fines de lucro creada para crear conciencia y fondos para el SIDA, la pobreza y las regiones afectadas del continente. se deriva el nombre de, como Haseltine dice: "Las dos cosas que más necesita Africa" - sangre limpia y agua potable. La misión ha comenzado el proyecto de Wells 1000, un esfuerzo para tener un millar de nuevos pozos construidos a lo largo de África. 

## Creencias
En una entrevista de 2002 con Scott NPR Simon fin de semana en la edición del sábado, en respuesta a una pregunta sobre el contenido religioso relativamente sutil de su música, Haseltine, dijo, "nuestras canciones ... [son] no existen para explicar nuestra fe", sino que se "por escrito acerca de nuestra vida que se ve afectada por nuestra fe". Haseltine explicó la decisión de "rehuir ... el lenguaje religioso tradicional" como un consciente, en parte para hacer que su música sea más accesible a los que "deje intimidar por la religión", y "amar a la gente de una manera que no es exclusiva para personas que sólo entienden el lenguaje del cristianismo ". Haseltine también declaró que el arte puede "hacer que la gente sienta lo que es verdad en vez de decirles"